# Montalbano (Ferrara)
Montalbano è una frazione di Ferrara di 824 abitanti, facente parte della Circoscrizione 2.
Dista da Ferrara 11 km e si sviluppa lungo la via Bologna (Strada statale 64 Porrettana) fra San Martino e Gallo.
Si hanno notizie della nascita del borgo dopo il 1767, anno in cui la zona fu prosciugata dalla palude tramite l'immissione del Reno nel Cavo Benedettino. Dal 1961 si è staccato da San Martino, di cui faceva parte.
Vi sorge la Chiesa Parrocchiale dedicata a Sant'Antonio, costruita come oratorio nel 1939 ed eretta a parrocchia nel 1957.